# Silene macronychia
Silene macronychia är en nejlikväxtart som beskrevs av Robert Buser. Silene macronychia ingår i släktet glimmar, och familjen nejlikväxter. Inga underarter finns listade i Catalogue of Life.